# Amaurobius nathabhaii
Amaurobius nathabhaii är en spindelart som beskrevs av Patel 1975. Amaurobius nathabhaii ingår i släktet Amaurobius och familjen mörkerspindlar. Inga underarter finns listade i Catalogue of Life.